# Gare de Lahr (Schwarzw)
La gare de Lahr (Schwarzw) (en allemand : Bahnhof Lahr (Schwarzw)) est une gare ferroviaire allemande, située à Lahr/Schwarzwald, dans le Land de Bade-Wurtemberg.

## Situation ferroviaire
La gare de Lahr (Schwarzw) est située au point kilométrique 163,7 de la ligne de Mannheim à Bâle (Rheintalbahn), entre les gares de Friesenheim (Baden) et de Orschweier.

## Service des voyageurs

### Accueil
La gare est ouverte tous les jours.

### Desserte

#### Trains à longue distance
La gare est desservie par des TGV inOui, reliant Paris à Fribourg-en-Brisgau ; cette liaison passe par Strasbourg et Offenbourg.
Elle reçoit également des ICE, effectuant l'aller-retour quotidien Munich – Bâle.

#### Trains régionaux
La gare est desservie par des trains régionaux :
- ligne RE 7 : Bâle – Offenbourg (– Karlsruhe) ;
- ligne RB 26 : (Neuenburg am Rhein –) Fribourg-en-Brisgau – Offenbourg.